# Commission d'examen des pratiques commerciales
En France, la Commission d'examen des pratiques commerciales (CEPC) est une instance consultative, créée par la loi  du 15 mai 2001 relative aux nouvelles régulations économiques, qui veille à l’équilibre des relations entre producteurs, fournisseurs et revendeurs au regard de la législation en vigueur.

## Historique
L’idée d’une Commission d’examen des pratiques commerciales est née de la concertation organisée à l’occasion des travaux préparatoires des Assises du Commerce et de la Distribution tenues le 13 janvier 2010. La commission a été créée à l'initiative du gouvernement pour favoriser le dialogue entre des partenaires dont les relations sont fréquemment conflictuelles : la grande distribution et les producteurs. C'est avec circonspection que les entreprises ont vu cette création. Ainsi Jérôme Bédier, président de la Fédération du commerce et de la distribution, déclarait, en 2002 « les travaux de la commission ne seront efficaces que s'ils ne se déroulent pas dans un climat de chasse aux sorcières, dans lequel tout serait décidé d'avance ». Divers textes postérieurs ont apporté des modifications dans la composition et les prérogatives de la commission, ainsi .  15 ans après la création « la Commission est une véritable instance de dialogue et de concertation. Les membres travaillent en bonne intelligence et en loyauté, afin de favoriser le développement de bonnes pratiques pouvant être reprises par l’ensemble des professionnels ». 

## Composition

### Les membres
La commission  est composée d'un député et d'un sénateur et de vingt-quatre membres titulaires (et seize membres suppléants). Huit membres représentent des secteurs de la production et de la transformation agricole et halieutique ainsi qu'industrielle et artisanale et des transformateurs,  et huit membres représentant les grossistes et distributeurs, choisis au sein des organisations professionnelles ou des entreprises ; les autres membres sont deux personnalités qualifiées en matière de problèmes relatifs aux relations industrie-commerce ; trois représentants de l'administration (le directeur général de la concurrence, de la consommation et de la répression des fraudes, le directeur général des entreprises et le directeur général des politiques agricole, agroalimentaire et des territoires) et trois membres issus des juridictions de l'ordre administratif ou judiciaire.

### La présidence
Le président de la commission est Hervé de Lépinau, député de la 3ème circonscription de Vaucluse.

## Attributions et procédure

### Attributions
La Commission examine les relations commerciales à partir des documents commerciaux ou publicitaires, des contrats entre revendeurs et fournisseurs, afin d'identifier  toutes pratiques susceptibles d’être regardées comme abusives dans la relation commerciale.
Elle rend des avis concernant notamment la conformité au droit.
Elle émet des recommandations notamment les bonnes pratiques, dans la vie commerciale.
Elle établit chaque année un rapport d’activité rendu public. 

#### Procédure
Saisie de la commission : La commission peut se saisir elle-même, elle peut l’être par un ministre, par le président de l’Autorité de la concurrence, par les organisations professionnelles ou syndicales, par les associations de consommateurs agrées, par tout producteur, fournisseur ou revendeur s’estimant lésé par une pratique commerciale.
L’instruction peut être assurée par un ou des rapporteurs. Le rapporteur désigné établit un rapport ainsi qu’un projet d’avis ou de recommandation soumis à la Commission.
Celle-ci fait connaître son avis dans les 4 mois de la saisine. Les recommandations et les avis peuvent être publiés sur le site internet de la CEPC et au Bulletin Officiel de la Concurrence, de la Consommation et de la Répression des Fraudes (BOCCRF).

## Les avis et recommandations publiés
Les avis concernent notamment la conformité au droit de la pratique ou du document dont elle est saisie alors que les recommandations, portent notamment sur le développement de bonnes pratiques dans une vision prospective de la vie commerciale.
Au cours de ses 15 premières années (2002-2016) d'activité, la commission a rendu 139 avis. Parmi ceux-ci : l'avis du 9 décembre 2009 relatif à la publicité comparative ; l'avis du 16 septembre 2013 sur les relations commerciales des hôteliers avec les entreprises exploitant les principaux sites de réservation hôtelière...  